# Saison 2 de Star Trek: Voyager
Chronologie
Saison 1 Saison 3
Cet article présente le guide de la deuxième saison de la série télévisée Star Trek: Voyager.

## Épisodes

### Épisode 1:Les Trente-Septiens
- Titre original : The 37's
- Numéro : 17 (2–1)
- Résumé[1] : Après la découverte d'un véhicule Ford des années 1930 flottant dans l'espace du Quadrant Delta, le Voyager et son équipage font leur premier atterrissage sur une planète de classe M. Ils y trouveront huit corps humains en hibernation. L'un d'eux n'est autre que l'aviatrice américaine Amelia Earhart disparue sur Terre 400 ans plus tôt en 1937. Cet épisode marque la première découverte d'une société humaine développée (originaire de la Terre) dans le Quadrant Delta.

### Épisode 2:Initiations
- Titre original : Initiations
- Numéro : 18 (2–2)
- Invité(s) : Aron Eisenberg (Kar)
- Résumé : Le commander Chakotay à bord d'une navette est contraint de détruire un vaisseau Kazon. À son bord, il y a seulement un jeune kazon de 16 ans et Chakotay le téléporte à bord de sa navette.

### Épisode 3:Projections
- Titre original : Projections
- Numéro : 19 (2–3)
- Scénariste : Brannon Braga
- Réalisateur : Jonathan Frakes
- Invité(s) : Dwight Schultz (Lt Barclay)
- Résumé : Le docteur est activé sans raison apparente, il interroge l'ordinateur qui lui explique que le vaisseau est totalement désert et lui donne dans la foulée une litanie de pannes. Pensant ne plus servir à rien, il est prêt à se désactiver quand une personne force sa porte : c'est B"Elanna qui lui explique que les détecteurs sont eux aussi en panne à la suite d'une attaque des Kazons. B'Elanna explique alors au docteur qu'il est libre de circuler où il le veut à la suite de projecteurs holographiques installés partout dans le vaisseau. Le HMU se rend alors sur la passerelle et essaye de sauver Janaway, mais bizarrement, comme précédemment avec B'Elanna, son tricordeur médical n'enregistre rien.

### Épisode 4:Elogium
- Titre original : Elogium
- Numéro : 20 (2–4)
- Résumé : Kes présente des symptômes étranges précurseurs de l'Elogium, un processus d'évolution naturel aux Ocampa. Pourtant, elle est beaucoup trop jeune pour cet événement.

### Épisode 5:Non Sequitur
- Titre original : Non Sequitur
- Numéro : 21 (2–5)
- Résumé : Harry Kim se réveille dans un univers parallèle. Dans ce monde, ni lui ni Tom Paris ne sont à bord du Voyager.

### Épisode 6:Distorsions
- Titre original : Twisted
- Numéro : 22 (2–6)
- Scénario de : Kenneth Biller
- Réalisateur : Kim Friedman
- Résumé : Alors que la plupart des officiers du "Voyager" fêtent les 2 ans de Kes dans la simulation du bar de "Marseille" du holodeck, Tuvok resté sur la passerelle voit arriver directement sur le vaisseau une onde de distorsion. Rapidement l'onde entoure le vaisseau et Tuvok lance l'alerte rouge. Tout le monde dans le holodeck essaye de regagner son poste, mais l'onde a reconfiguré le vaisseau, si bien que le capitaine est incapable de rejoindre la passerelle, B'Elanna a du mal à trouver la salle des machines et le docteur ne parvient plus à se rendre dans son infirmerie. Bientôt cela empire de plus en plus...

### Épisode 7:Parturition
- Titre original : Parturition
- Numéro : 23 (2–7)
- Résumé : Alors qu'ils sont en conflit pour l'amour de Kes, Neelix et Tom Paris doivent partir ensemble en mission.

### Épisode 8:Hallucinations
- Titre original : Persistence of Vision
- Numéro : 24 (2–8)
- Résumé : L'équipage est aux prises avec des hallucinations.

### Épisode 9:Tatouage
- Titre original : Tattoo
- Numéro : 25 (2–9)
- Résumé : Sur une planète, Chakotay découvre une espèce ayant de fortes ressemblance avec le peuple amérindien.

### Épisode 10:Froid comme l'enfer
- Titre original : Cold Fire
- Numéro : 26 (2–10)
- Scénariste : Brannon Braga
- Réalisateur : Cliff Bole
- Résumé : Alors que le docteur fait des remontrances à Kes sur son retard à l'infirmerie, un sifflement se fait entendre. Tous deux se dirigent alors vers un endroit où se trouve entreposé le reste minéral du premier pourvoyeur qui se met également à bouger à la suite d'un deuxième pourvoyeur dans l'espace et dont le "Voyager" se rapproche...
- Commentaire : On remarque un illogisme dans cet épisode. Au début de l'épisode, l'enseigne Harry Kim détecte l'entité sporosiste à 10.000 années-lumière. Puis le vaisseau Voyager l'atteint après quelques minutes. Or, grâce à la saison 1 on sait que le vaisseau se trouve à 75.000 années-lumière de la Terre et qu'il lui faut 75 ans pour y retourner. En toute logique, il faudrait donc 10 ans au Voyager pour rejoindre l'entité.

### Épisode 11:Tactiques et manœuvres
- Titre original : Maneuvers
- Numéro : 27 (2–11)
- Résumé : Une balise automatique contacte le Voyager sur une fréquence de la Fédération. Le vaisseau fait cap sur la balise et tombe dans un piège dressé par Seska et la secte Kazon des Nistrims qu'elle a rejointe. Ceux-ci parviennent à dérober un module de téléportation. Par la suite, Chakotay est fait prisonnier. Le Capitaine Janeway va tout faire pour tenter de récupérer la technologie de la Fédération ainsi que son premier officier qui détient tous les codes d'accès du Voyager. À la fin de l'épisode, Chakotay apprend de la bouche de Seska une nouvelle qui le laisse stupéfait.

### Épisode 12:Résistance
- Titre original : Resistance
- Numéro : 28 (2–12)
- Invité(s) : Joel Grey (Caylem)
- Résumé : Au cours d'une mission de récupération d'éléments indispensables à la survie sur le Voyager sur une planète, Tuvok et B'Elanna Torres sont capturés et emprisonnés alors qu'ils tentaient d'obtenir un produit chimique essentiel pour les systèmes de Voyager. Le capitaine Janeway est quant à elle blessée mais sauvée par un homme de la région, Caylem, qui la prend pour sa fille.

### Épisode 13:Prototype
- Titre original : Prototype
- Numéro : 29 (2–13)
- Résumé : Le Voyager découvre un robot humanoïde flottant dans l'espace. B'Elanna le répare et acquiert à ses yeux le statut de Créateur. Il lui demande de l'aider à créer de nouveaux robots.

### Épisode 14:Alliances
- Titre original : Alliances
- Numéro : 30 (2–14)
- Résumé : À la suite d'une quatrième attaque en deux semaines provenant de vaisseaux Kazons, le Voyager est gravement endommagé. Il y a de nombreux blessés et trois morts depuis le début des attaques. Chakotay pense que, isolés de la Fédération, il est temps de changer de stratégie afin de survivre, et de donner de la flexibilité à l'interprétation des protocoles de Starfleet. Le Capitaine Janeway, quant à elle, refuse de désobéir à la Directive Première pour protéger le Voyager de la menace Kazon.

### Épisode 15:Le Seuil
- Titre original : Threshold
- Numéro : 31 (2–15)
- Résumé : Tom Paris devient le premier pilote à dépasser le « mur de la transdistorsion », mais cela n'est pas sans conséquence physiologique.

### Épisode 16:Fusion mentale
- Titre original : Meld
- Numéro : 32 (2–16)
- Résumé : Un meurtre a eu lieu sur le Voyager. Le lieutenant Tuvok mène l'enquête et le coupable, un homme au fond ultra-violent, est vite démasqué. Cependant, Tuvok ne comprend pas l'absence de mobile du crime. Il entreprend alors une fusion mentale avec le meurtrier afin d'éclaircir la vraie raison du meurtre. Mais cette expérience n'est pas sans conséquence. Parallèlement, Tom Paris met en place des paris dans le Holodeck, ce qui n'est pas du goût de Chakotay.

### Épisode 17:Le Fléau
- Titre original : Dreadnought
- Numéro : 33 (2–17)
- Scénariste : Gary Holland
- Réalisateur : Levar Burton
- Invité(s) : Nancy Hower (Samantha Wildman)
- Résumé : Alors qu'elle faisait encore partie du maquis, B'Elanna avait à l'époque reprogrammé un vaisseau cardassien entièrement automatisé et quasiment invincible, afin de le retourner contre les Cardassiens eux-mêmes. Or ce vaisseau qu'elle a renommé « Fléau », est désormais dans leur parage et semble s'en prendre à n'importe qui vu qu'il a lui aussi été envoyé dans le Quadrant Delta et subi une altération de son programme.

### Épisode 18:Suicide
- Titre original : Death Wish
- Numéro : 34 (2–18)
- Résumé : Un Q demande l'asile au Voyager afin d'avoir le droit de mourir.
- Invité : Jonathan Frakes (William T. Riker)

### Épisode 19:Soins et Passions
- Titre original : Lifesigns
- Numéro : 35 (2–19)
- Résumé : Le docteur tombe amoureux. Parallèlement, les relations entre Chakotay et Tom Paris sont tendues en raison des retards répétés de Paris à son poste de pilotage, et un traitre à la solde des Kazons-Nistrims continue d'espionner. Seska lui demande de saboter le Voyager.

### Épisode 20:Investigations
- Titre original : Investigations
- Numéro : 36 (2–20)
- Résumé : Tom Paris démissionne et rejoint un vaisseau Talaxien. Le Voyager a un problème de propulsion et Tom Paris est enlevé par les Kazons-Nistrims. Neelix joue le journaliste d'investigation pour savoir si un informateur se trouve à bord.
- Anecdote : Cet épisode est marqué par la participation, en tant que figurant, du prince Abdallah ben al-Hussein al-Hashem, devenu, trois ans plus tard, roi de Jordanie[2].

### Épisode 21:Dédoublements
- Titre original : Deadlock
- Numéro : 37 (2–21)
- Résumé : Causé par un phénomène momentané, le Voyager s'est dédoublé. Grâce à une faille, les équipages peuvent se parler et ainsi planifier une façon de régler le problème.

### Épisode 22:Innocence
- Titre original : Innocence
- Numéro : 38 (2–22)
- Résumé : En mission de reconnaissance, Tuvok se retrouve seul sur une lune après le crash de sa navette. Il découvre trois enfants restés seuls car leurs semblables sont décédés à la suite du crash de leur vaisseau. Ils lui disent que pendant la nuit, une créature va sortir d’une caverne toute proche pour les emporter. Parallèlement, le capitaine Janeway accueille à bord du Voyager une délégation du peuple de la planète principale dont la tradition est d’éviter tout contact avec les étrangers et qui invite le vaisseau à continuer sa route.

### Épisode 23:Le Clown
- Titre original : The Thaw
- Numéro : 39 (2–23)
- Résumé : Cinq humanoïdes placés en profond sommeil sont retrouvés par le Voyager. Le programme servant à stimuler les cerveaux pendant leur sommeil, a pris le contrôle et refuse le réveil des humanoïdes.

### Épisode 24:Tuvix
- Titre original : Tuvix
- Numéro : 40 (2–24)
- Résumé : Un accident de téléporteur fusionne Tuvok et Neelix.

### Épisode 25:Résolutions
- Titre original : Resolutions
- Numéro : 41 (2–25)
- Résumé : Le Capitaine Janeway et le Commandeur Chakotay doivent être abandonnés, isolés sur une planète afin de ralentir le virus qui les habite. Une certaine intimité se développe entre les deux.

### Épisode 26:L'Assaut: 1epartie
- Titre original : Basics - Part One
- Numéro : 42 (2–26)
- Résumé : L'enfant de Seska et Chakotay vient de naitre, Cette dernière envoie un SOS au Voyager, mais tout ceci n'est qu'une ruse pour permettre au Kazon Nistrim de prendre le Voyager. L'équipage est déposé dans une planète primitive.